# 串間活〆ぶりプリ丼ぶり

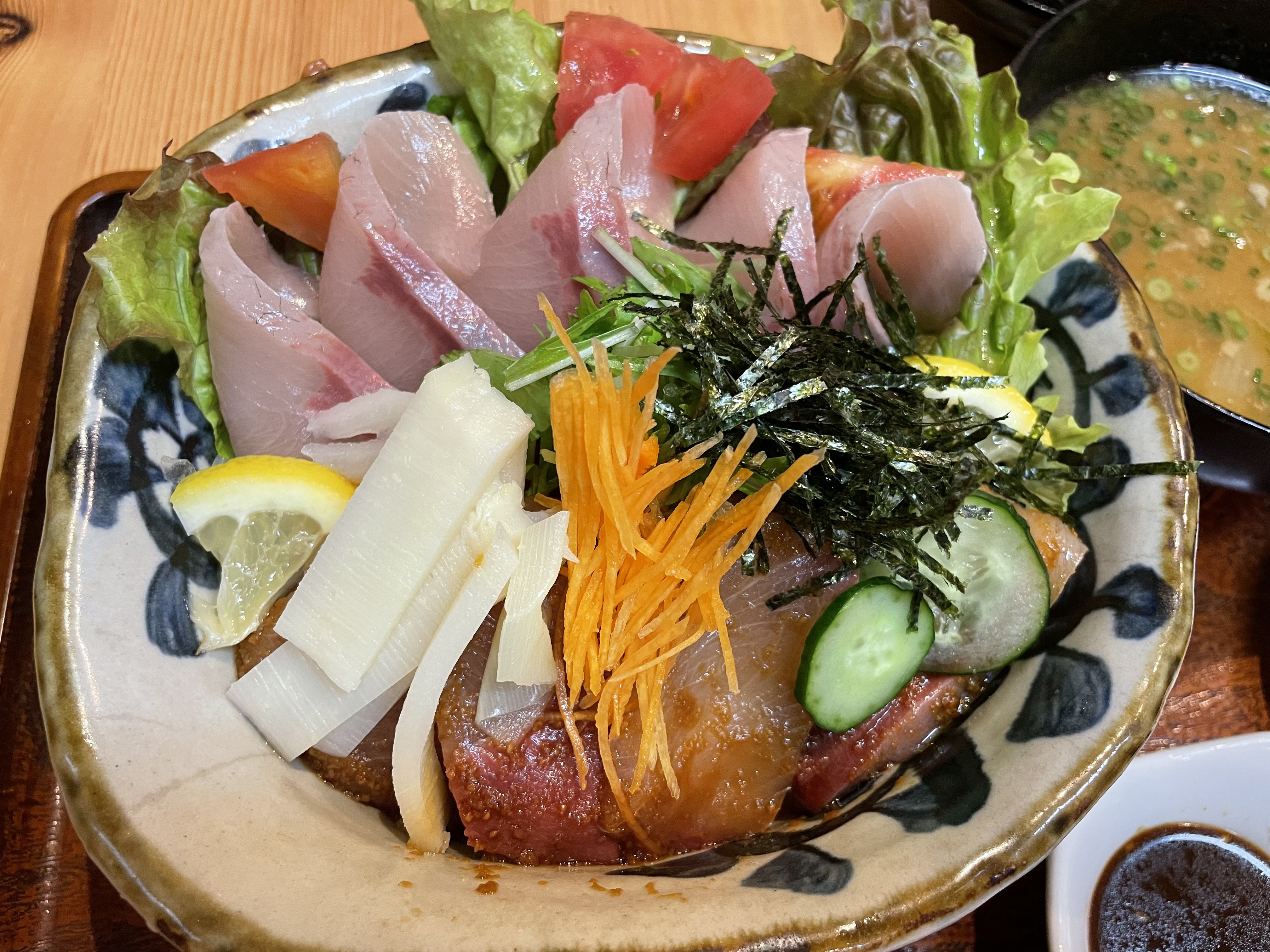
串間活〆ぶりプリ丼ぶり

串間活〆ぶりプリ丼ぶり（くしまかつじめぶりプリどんぶり、くしまいきじめぶりプリどんぶり）は宮崎県串間市のご当地丼。ブリを使った丼物である。通称ぶりプリ丼。

## 概要
串間市では、2020年度にもうかる漁業創設支援事業を活用し、機械化による省人化、省力化を進めた生産性の高いブリ養殖システムへの移行を実現し、当初の計画を大きく上回る生産性を実現させ、ブリの輸出相手国を20か国に伸ばすことに成功した。また、ブリの養殖としては世界初となるASC（水産養殖管理協議会）認証を取得している。こうやって養殖されたブリを利用したご当地グルメが串間活〆ぶりプリ丼ぶりとなる。
2013年3月末から串間市内の3店舗によって提供が開始され、同年11月には1万食を超える提供を行った。1万食のうちの7割が串間市外の客であり、観光客が串間市を訪れるきっかけの1つになったと判断されている。2022年5月時点では16万食超を提供している。
2015年には串間市以外に初となる宮崎市中央通りの「鮨処 江戸銀」でも提供が開始された。

## 定義
ぶりプリ丼ぶり推進協議会によって、以下の12箇条の定義が定められている。また、串間市外の店舗については「市外特別店舗15カ条の定義」が別途定められている。
1. 名称は「串間活〆ぶりプリ丼ぶり」。通称は「ぶりプリ丼」。
2. 串間市で水揚げされた活〆のブリを使用する。
3. ブリは100グラム以上を使用し、薄切りにする。
4. 丼は、上からブリ、サラダ、ご飯、火を入れたブリとする。
5. 2種類以上のタレを用意する。
  - 全店共通タレとして松尾醸造場（串間市）の「スタミナつけてみそ」を使用し、他は各店のオリジナルでよい。
6. 器は協議会で認定されたものを用いる。
7. 注文があったなら、一番上のブリは熱して提供する。
8. 丼、あら汁、香の物を基本形とする。
9. 価格は基本的には1100円（税込み）とする（2021年時点）。
  - 2015年時点では1000円（税込み）だった[8]。
  - 2022年10月1日より1200円（税込み）に改定[6]。
10. 串間市の食材や旬にこだわった素材を使用する。
11. サラダの野菜には5種類以上を使用し、そのうちの2種類以上は串間産の野菜を使用する。
12. 提供する店は協議会指定ののぼりを立てる。

## 効果
上述のように串間市に観光客を呼び込む契機となっている。
串間市には従来から都井岬、幸島といった観光地があり、串間市観光協会にはこういった観光地の問い合わせのついでに串間市での食事についての問い合わせがある程度であった。ぶりプリ丼の登場以降は、ぶりプリ丼が目的となり、ぶりプリ丼を提供する店舗を基点とするような観光地の問い合わせが増えた。

## 評価
2022年に『生活ガイド.com』が発表した「『ご当地どんぶりランキング』トップ10」では2位となった。